# Hans-Hermann Steinkamp
Hans-Hermann Steinkamp (8 de Outubro de 1921 - 13 de Abril de 1952) foi um piloto alemão da Luftwaffe durante a Segunda Guerra Mundial. Voou 324 missões de combate, nas quais abateu cerca de 70 tanques inimigos e danificando outros 50. Faleceu em 1952 na Argentina, devido a um acidente aéreo nos Andes. Foi condecorado com a Cruz de Cavaleiro da Cruz de Ferro no dia 24 de Outubro de 1944.